# Hôtel de Carmesnil
L’hôtel de Carmesnil ou hôtel de Beausse ou hôtel Levaillant de Folleville, est un hôtel du XVIIe siècle-XVIIIe siècle situé à Valognes dans le département de la Manche en Basse-Normandie. 

## Localisation
L'hôtel est situé au no 46, rue Henri-Cornat. L'édifice est perpendiculaire à la rue.

## Historique
L'hôtel est bâti au milieu du XVIIe siècle et est modifié au XVIIIe siècle.
La propriété passe dans plusieurs mains au XVIIIe siècle. Guillaume Besnard  dit Guillaume Besnard-Duchesne, conseiller du roi au bailliage de Valognes puis député du tiers état aux états généraux, possède l'édifice de 1784 à 1831. Arsène-Maurice Le Mouton de Carmesnil achète l'édifice en 1837.
Les jardins sont largement remaniés et refaits dans le style anglais au XIXe siècle.
La distillerie Duchemin, active entre la fin du XIXe siècle et le début du XXe siècle, était située à l'arrière de la propriété. Elle a employé au maximum une centaine d'ouvriers.
L'hôtel a été inscrit au titre des monuments historiques par un arrêté du 14 novembre 2012 en particulier les éléments suivants : façades et toitures du logis, décor de la salle à manger et de la chambre Louis XVI, les deux escaliers ; jardin dont pièce d'eau, murs de clôture et vestiges du kiosque.

## Description
L'édifice possède un faux avant-corps.
Le soubassement est en pierre et les autres niveaux en enduit.
Une corniche à modillons persiste de l'édifice du XVIIe siècle. L'édifice comporte un bel escalier en fer à cheval.
Les bâtiments de la distillerie sont désaffectés.